# 이혜민 (1980년)
이혜민(Hae Min Lee, 1980년 10월 15일 - 1999)은 재미 한인 이민 1.5세대로, 1999년 1월 13일에 실종됐을 때 메릴랜드주 볼티모어의 우들런(Woodlawn) 고등학교 3학년 학생이었다. 그녀의 시신은 4주 뒤 수작업 교살로 살해된 피해자 리킨 파크에서 발견됐다. 전 남자친구인 Adnan Syed(미국 백인 무슬림)는 2000년 2월 1급 살인 혐의로 유죄판결을 받고 무기징역과 함께 30년을 선고받았다. 본명은 이혜민이 맞으나 영어 이름을 Hae Min Lee로 하여 한국 이름이 이해민으로 잘못 알려진 경우도 있다.